# Queen + Adam Lambert
I Queen + Adam Lambert (talvolta abbreviato come Q + AL o QAL) sono un supergruppo musicale composto dai membri dei Queen Brian May e Roger Taylor (rispettivamente chitarrista e batterista del gruppo) e dal cantante statunitense Adam Lambert.
Questa è la prima collaborazione a lungo termine dei Queen da quando il progetto precedente, Queen + Paul Rodgers, è terminato nel 2009. Come per il progetto precedente, è stato chiarito che Lambert non avrebbe sostituito il frontman dei Queen Freddie Mercury, ma avrebbe soltanto affiancato i membri rimanenti del gruppo. Il progetto ebbe inizio nel 2009, quando May e Taylor apparvero in American Idol, competizione in cui Adam Lambert partecipava come concorrente. Hanno iniziato a esibirsi insieme occasionalmente nel 2011, nel 2012 si sono esibiti in un piccolo tour europeo e nel 2014 hanno annunciato un tour mondiale, il Queen + Adam Lambert Tour 2014–2015, con date in Nord America, Australia, Nuova Zelanda, Asia, Europa e Sud America. Nell'estate 2016 il gruppo ha eseguito diversi concerti come parte di un festival tour in Europa e in Asia. Tra il 2017 e il 2018 è stato intrapreso un secondo tour mondiale.
Nei tour si uniscono a May, Taylor e Lambert i turnisti Spike Edney come tastierista, Neil Fairclough come bassista e Tyler Warren come percussionista. Sebbene al momento il gruppo non ha intenzione di pubblicare un album, May e Taylor hanno dichiarato che esiste la possibilità di produrne uno in futuro.

## Storia
I Queen e Adam Lambert si sono esibiti per la prima volta insieme nel 2009, quando Brian May e Roger Taylor sono apparsi come ospiti dell'ottava stagione di American Idol, in cui Lambert era un concorrente. Nello show, Lambert e il vincitore Kris Allen hanno cantato We Are the Champions insieme alla band. Poco dopo il finale, May ha indicato a Rolling Stone che stava considerando Lambert come nuovo frontman per i Queen. May in seguito ha rivelato di essersi interessato a Lambert dopo aver visto un suo video dell'audizione di American Idol in cui cantava Bohemian Rhapsody.
Nel novembre 2011, Lambert si è unito ai Queen per una performance agli MTV Europe Awards di Belfast, dove i Queen hanno ricevuto un Global Icon Award. Nel dicembre 2011 è stato riferito che Taylor e May avevano iniziato le contrattazioni con Lambert per farlo partecipare ad alcuni concerti con i Queen. Il 30 giugno 2012, i Queen + Adam Lambert si sono esibiti per la prima volta in concerto nella Piazza dell'Indipendenza di Kiev per uno spettacolo congiunto con Elton John in aiuto della Elena Pinchuk ANTIAIDS Foundation.

## Tour
Alla loro prima esibizione a Kiev nel 2012, è seguito un mini-tour del gruppo con date a Mosca, Breslavia e Londra. Nel settembre 2013, sono apparsi come headliner all'iHeartRadio Music Festival di Las Vegas. Nel marzo 2014 hanno annunciato un tour nordamericano di 19 date  che è stato poi esteso a 24 date. Nel maggio dello stesso hanno il gruppo ha annunciato nuove date del tour in Australia  e Nuova Zelanda. La band si esibì anche in Corea del Sud e Giappone. Il tour è stato poi esteso al 2015 con date in Europa e in Sud America.
Il tour estivo dei Queen + Adam Lambert del 2016 è iniziato il 20 maggio a Lisbona, in Portogallo, e si è concluso il 30 settembre a Bangkok, in Thailandia.
Il 26 gennaio 2017 è stato annunciato una serie di concerti in 26 date in Nord America. Il tour, che comprende anche quattro date in Canada, è iniziato il 23 giugno 2017 a Phoenix, in Arizona, e si è concluso il 5 agosto 2017 a Houston, in Texas. Nell'aprile 2017, è stato annunciato che il tour sarebbe stato ampliato per includere 26 date in Europa. Due mesi dopo, fu annunciato che il gruppo si sarebbe esibito in Nuova Zelanda e Australia a febbraio e marzo 2018.
Il 3 dicembre 2018, i Queen + Adam Lambert hanno annunciato un tour in Nord America che si è svolto da luglio ad agosto 2019, ed è stato chiamato The Rhapsody Tour. Il 7 aprile 2019 il gruppo ha annunciato 6 nuove date del The Rhapsody Tour in Australia per febbraio 2020, mentre l'8 aprile ha annunciato altre 3 date in Nuova Zelanda. Il 17 aprile 2019, sono state annunciate quattro date del tour a Tokyo, Osaka e Aichi.

## Apparizioni
I Queen + Adam Lambert sono apparsi in numerosi programmi televisivi. Il 30 novembre 2014 hanno suonato Somebody to Love con i concorrenti di X Factor. La band ha eseguito due canzoni allo speciale di Natale dell'Helene Fischer Show alla televisione tedesca. Una di queste canzoni era I Want It All e l'altra Who Wants to Live Forever, un duetto tra Adam Lambert ed Helene Fischer.
La band ha eseguito un concerto speciale, il Queen & Adam Lambert Rock Big Ben Live, che è stato trasmesso in diretta su BBC One la notte di Capodanno del 2014 e nel giorno di Capodanno 2015.
Nel febbraio 2017, la band è apparsa al The Late Late Show with James Corden, dove Corden e Lambert hanno cantato per determinare chi sarebbe stato il miglior frontman dei Queen. Nel giugno 2017, sono apparsi nello show Jimmy Kimmel Live!, dove hanno eseguito più canzoni durante un concerto sponsorizzato dalla Mercedes-Benz.
I Queen + Adam Lambert si sono esibiti alla cerimonia di apertura degli Oscar il 24 febbraio 2019.

## Formazione
Attuale
- Brian May – chitarra, cori e voce principale (2011-presente)
- Roger Taylor – batteria, percussioni, cori e voce principale (2011-presente)
- Adam Lambert – voce principale (2011-presente)

Turnisti
- Spike Edney – tastiera, cori (2011-presente)
- Neil Fairclough – basso, cori (2011-presente)
- Tyler Warren - percussioni, cori (2017-presente)

Ex Turnisti
- Rufus Tiger Taylor – percussioni, batteria, cori (2011-2017)

## Discografia
Album dal vivo
- 2016 – Live in Japan
- 2020 – Live Around the World